# Championnat d'Europe masculin de rink hockey des moins de 20 ans 1960
Navigation
Championnat d'Europe masculin -20 ans 1957 Championnat d'Europe masculin -20 ans 1962
Le Championnat d'Europe de rink hockey masculin des moins de 20 ans 1960 est la 4e édition de la compétition organisée par le Comité européen de rink hockey et réunissant les meilleures nations européennes des moins de 20 ans. Cette édition a lieu à Lisbonne, au Portugal.
L'équipe du Portugal des moins de 20 ans remporte sa seconde couronne européenne de rink hockey.

## Participants
Six équipes prennent part à cette compétition.
- Belgique
- Allemagne
- Pays-Bas
- Espagne
- France
- Portugal

## Résultats
Chaque équipe se rencontre une fois.
| Rang | Équipe    | Pts | J | G | N | P | Bp | Bc | Diff |  | Résultats |  |     |     |     |     |     |
| ---- | --------- | --- | - | - | - | - | -- | -- | ---- |  | --------- |  | --- | --- | --- | --- | --- |
| 1    | Portugal  | 10  | 5 | 5 | 0 | 0 | 21 | 0  | +21  |  | Portugal  |  | 2-0 | 6-0 | 4-0 | 3-0 | 6-0 |
| 2    | Espagne   | 7   | 5 | 3 | 1 | 1 | 9  | 6  | +3   |  | Espagne   |  |     | 1-1 | 4-2 | 2-0 | 2-1 |
| 3    | France    | 5   | 5 | 2 | 1 | 2 | 7  | 11 | -4   |  | France    |  |     |     | 2-1 | 2-0 | 2-3 |
| 4    | Allemagne | 4   | 5 | 2 | 0 | 3 | 9  | 12 | -3   |  | Allemagne |  |     |     |     | 2-1 | 4-1 |
| 5    | Belgique  | 2   | 5 | 1 | 0 | 4 | 4  | 11 | -7   |  | Belgique  |  |     |     |     |     | 3-2 |
| 6    | Pays-Bas  | 2   | 5 | 1 | 0 | 4 | 7  | 17 | -10  |  | Pays-Bas  |  |     |     |     |     |     |